# New in Town
New in Town (Brasil: Recém Chegada / Portugal: De Malas Aviadas) é um filme canadense-americano do gênero comédia romântica dirigido por Jonas Elmer, estrelado por Renée Zellweger e Harry Connick Jr. Foi filmado em Winnipeg e Selkirk, Manitoba, Canadá, e em Los Angeles e South Beach, Miami, Flórida, EUA. No making of do DVD mostra que o elenco e a equipe sobreviveram a temperaturas muito frias abaixo de -50 °F (-46 °C), em Manitoba, que por vezes resultou em falhas de câmeras e outros equipamentos.

## Sinopse
Uma executiva, Lucy Hill (Renée Zellweger), apaixonada pela vida em Miami é enviado para New Ulm, Minnesota, para supervisionar a reestruturação uma fábrica onde vê a chance de uma promoção. Depois de sofrer uma recepção fria dos moradores graças a seu jeito arrogante, estradas geladas e clima frio, ela se aquece até pelo charme da pequena cidade e, finalmente, encontra-se a ser aceita pela comunidade. Quando ela é forçada a repensar seus objetivos e prioridades, e descobre uma maneira de salvar a cidade. Depois de provar o segredo de sua secretária, uma receita de cuscuz de tapioca, ela decide adaptar uma antiga linha de produção de iogurte para produzir esta receita especial de tapioca.

## Elenco
- Renée Zellweger (Lucy Hill)
- Harry Connick Jr. (Ted Mitchell)
- Siobhan Fallon (Blanche Gunderson)
- J.K. Simmons (Stu Kopenhafer)
- Mike O'Brien (Lars Ulstead)
- Frances Conroy (Trudy Van Uuden)
- Ferron Guerreiro (Bobbie Mitchell)
- Barbara James Smith (Joan)
- James Durham (Rob Deitmar)
- Robert Small (Donald Arling)
- Wayne Nicklas (Harve Gunderson)
- Hilary Carroll (Kimberley)
- Nancy Drake (Flo)
- Stewart J. Zully (Wallace Miller)
- Dan Augusta (Billy Gunderson)

## Lançamento
O filme foi lançado em 1.941 cinemas em 30 de janeiro de 2009 e arrecadou aproximadamente no dia de estreia. $2.4 milhões a $2.5 milhões. Ao final do primeiro fim de semana de 3 dias, ele arrecadou cerca de $6.75 milhões, colocando-o em 8º lugar no fim de semana em bilheteria.

## Bilheteria
O filme arrecadou $16.734.283 nas bilheterias domésticas, $12.276.534 nas bilheterias estrangeiras, com uma receita bruta total de $30.010.817 em todo o mundo.

## Resposta da crítica
Em 4 de abril de 2011, este filme tem atraído uma baixa de 27% com base em 135 comentários críticos e de 40% com base em comentários de membros no Rotten Tomatoes, tornando-se um fracasso crítico. Com o consenso do site afirmando: "Clichê e sem charme, New In Town é um exercício de gênero padrão que falha para trazer o calor necessário para o cenário de Minnesota." Allan Hunter, do Daily Express disse: "Previsível e sem inspiração, é mais um exemplo das comédias idiotas que Hollywood está produzindo a um ritmo alarmante." Peter Bradshaw, do The Guardian também era crítico, afirmando que "timida Renée Zellweger, beicinho com covinhas - certamente a mais estranha expressão facial em Hollywood - sorriso afetado e contrações musculares saem para fora da tela neste filme feminino moderado que adere com fanatismo quase religioso ao manual de sentindo se bem com comédia romântica."

## Trilha sonora
Canções em destaque no trailer / TV:
- Kelly Clarkson – "Breakaway"
- David Archuleta – "Crush"
- Ingrid Michaelson – "Be OK"
- The Kills – "Cheap and Chearful"
- Lenka – "The Show"

Canções no filme:
- Perk Badger – "Do Your Stuff"
- Donavon Frankenreiter – "Move by Yourself"
- APM Music – "I'm Movin' Out"
- T. Rex – "20th Century Boy"
- Katrina and the Waves – "Walking on Sunshine"
- Renée Zellweger – "I Will Survive"
- Crit Harmon – "Boss Of Everything"
- Missy Higgins – "Steer"
- Elizabeth & The Catapult – "Race You"
- Brittini Black – "Life Is Good"
- Craig N. Cisco – "On The Other Side"
- Tift Merritt – "Another Country"
- Marty Jensen – "Just Because We're Over"
- Carrie Underwood – "That's Where It Is"
- Moot Davis – "In The Thick Of It"
- Natalia Safran – "Hey You" (featuring Mikolaj Jaroszyk)